# Opdorp
Opdorp is een dorp in de Belgische provincie Oost-Vlaanderen en een deelgemeente van Buggenhout, het was een zelfstandige gemeente tot aan de gemeentelijke herindeling van 1965. Opdorp ligt op de grens van de provincies Antwerpen, Oost-Vlaanderen en Vlaams-Brabant

## Geschiedenis
Een oude vermelding van het dorp is "Oppendorp", uit 1226. Aanvankelijk zou het hebben toebehoord aan de heren van Gent, later aan het graafschap Vlaanderen. Het werd in de loop van de 13de eeuw een vrije heerlijkheid van het Land van Bornem, op de grens van Vlaanderen en Brabant.
In 1435 werd er een kapel opgericht, gewijd aan Onze-Lieve-Vrouw en afhankelijk van de parochie Malderen. Op bestuurlijk vlak was het dorp al lang zelfstandig, maar pas in 1728 werd het een onafhankelijke parochie onder het Aartsbisdom Mechelen. Een eerste kerk kwam er in 1732. De parochie verhuisde naar het Bisdom Gent en eind 19de eeuw werd de kerk vergroot. De gemeente Opdorp werd in 1965 aangehecht bij Buggenhout.

## Geografie
Het dorp ligt op verschillende grenzen. De plaats ligt op het grenspunt van de provincies Oost-Vlaanderen, Antwerpen en Brabant. In Opdorp kan men het geografisch middelpunt van Vlaanderen vinden. Professor Van Der Waeteren van de faculteit Toegepaste Wetenschappen van Leuven, gaf zijn studenten de opdracht dit geografisch middelpunt te bepalen. Dit middelpunt ligt in het uiterste hoekje van Oost-Vlaanderen, op het grondgebied van Opdorp.
Opdorp ligt dan wel in het stroomgebied van de Rupel, die verder ten oosten in Klein-Brabant in de Schelde vloeit, maar het dorp sluit door zijn ligging in de provincie Oost-Vlaanderen soms ook aan bij de Oost-Vlaamse Denderstreek. Opdorp maakt deel uit van het toeristische regioverbond Scheldeland. Het ligt ook op de autoroute "Scheldelandroute", halverwege Dendermonde en Bornem. Men kan er starten voor de fietsroute "Scheldedijkroute" (Fietstocht in het klein-brabantse dijkenland, uitgave van VVV Klein-Brabant).
Opdorp is ontsloten via de N17, het ligt halverwege Dendermonde en Willebroek.

## Bezienswaardigheden
- De Stenen Molen.
- De Hondenmolen van de Valkenhoeve.
- De Dries, een 3,7 ha groot driehoekig plein of dries. Het plein is begroeid met gras en bomen, en met 100.000 narcissen in bloei tijdens het voorjaar. Het wordt gebruikt voor de wijdvermaarde jaarmarkt op de eerste maandag van juli. Dit dorpsplein is beschermd als monument.
- De Sint-Amanduskerk
- De pastorie
- 't Kasteeltje aan de Brusselmansstraat
- Het voormalige gemeentehuis
- De beschermde gemeenteschool met schoolhuis
- Het voormalig kloosterhuis van de Zusters van Sint-Vincentius.
- Het brouwershuis van de voormalige brouwerij Van den Bossche
- In het Kasteel van Opdorp (Vekenstraat 1) is het heemkundig museum Ter Palen gevestigd. Het kasteel werd eind 19e eeuw bewoond door François Henri Désiré de Nieulant de Pottelsberghe. In 1885 liet hij het kasteel van Opdorp uitbreiden met twee zijgevels en een oranjerie. Hij liet ook de ijskelder bouwen, 6 meter hoog, één van de grootste in Oost-Vlaanderen.
- De beelden van de Keisdrupper en Keiszak. Keisdruppers is de bijnaam van de inwoners van Opdorp. Keis staat voor kaas en het betreft het vervaardigen van platte kaas: het uitdruppen van de wrongel.

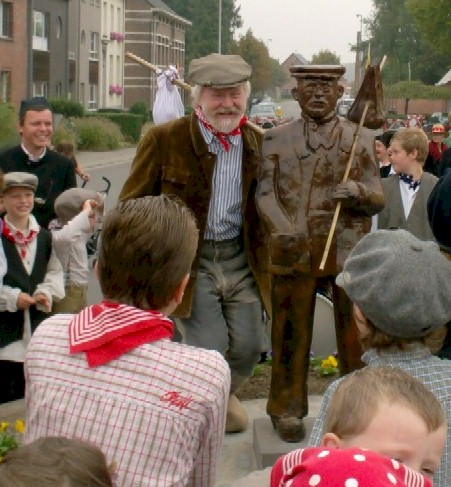
De keisdrupper, door Jan Van Hove, naar het model Remi Van Bogaert, de toenmalige apotheker van Opdorp.
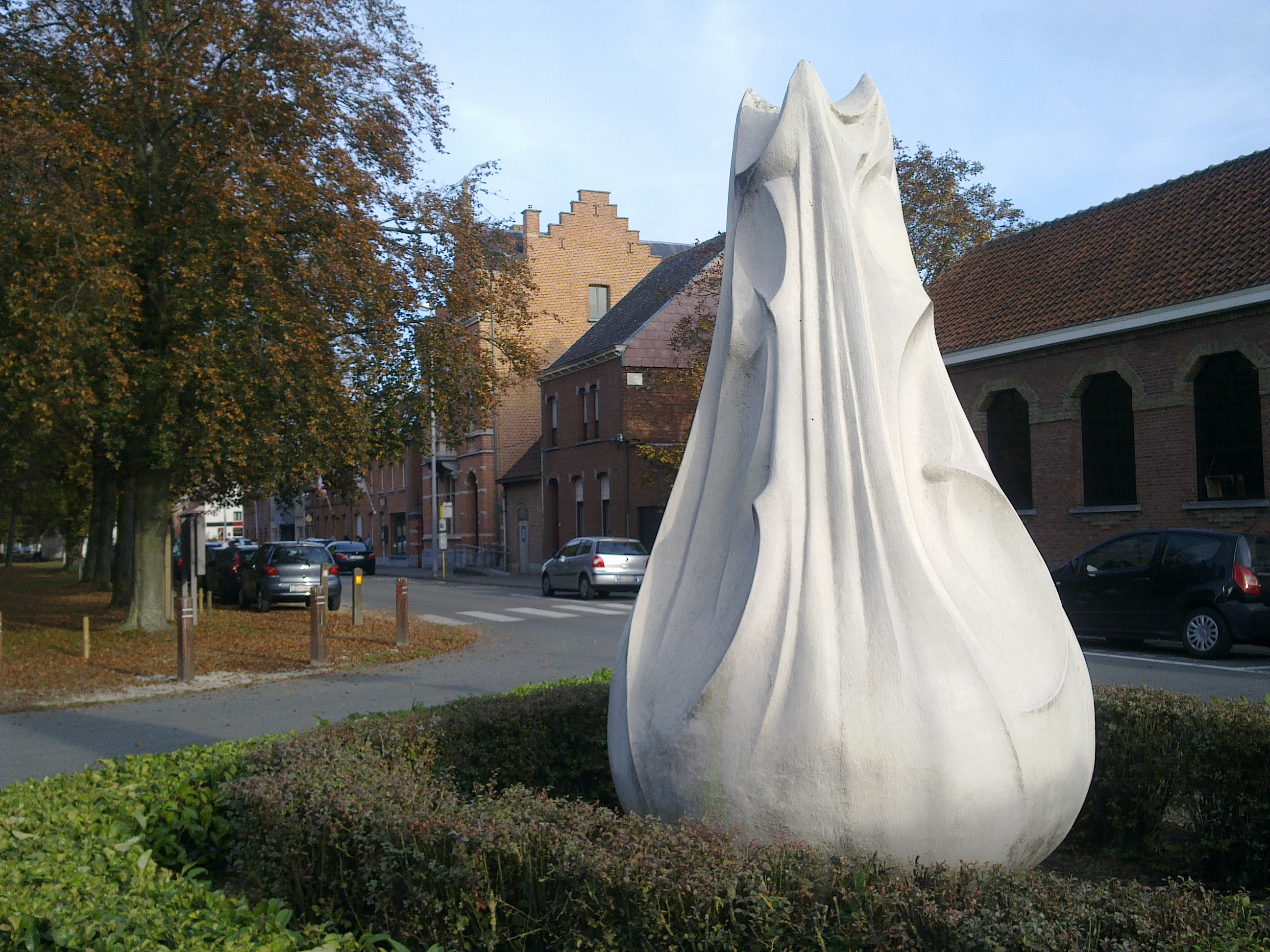
Keiszak, beeld van een zak waarin platte kaas wordt gemaakt

## Natuur en landschap
Opdorp kent kleigrond en zandgrond. De hoogte bedraagt 6-12 meter. De belangrijkste waterloop is de Klaverbeek die in noordelijke richting stroomt en, na samenvloeiing met de Lippelose Beek als Vliet naar de Rupel stroomt.
Bij Opdorp ligt het drie-provinciënpunt, waar Oost-Vlaanderen, Antwerpen en Vlaams-Brabant bij elkaar komen. In de nabijheid hiervan vindt men het geografisch middelpunt van Vlaanderen.

## Demografische ontwikkeling
- Bronnen:NIS, Opm:1831 tot en met 1961=volkstellingen

## Sport
- In Opdorp speelt de voetbalclub Rangers Opdorp.
- Het dorp heeft een schuttersgilde, de Koninklijke Sint-Sebastiaansgilde van Opdorp, die schiet op de staande wip.

## Nabijgelegen kernen
Sint-Amands, Lippelo, Malderen, Buggenhout, Briel